# Farel
Philips Lighting-Farel Mazury, Farel – przedsiębiorstwo przemysłowe, z siedzibą w Kętrzynie, w województwie warmińsko-mazurskim. Zajmuje się produkcją sprzętu oświetleniowego, głównie opraw oświetleniowych i urządzeń sterujących oświetleniem.

## Historia
Przedsiębiorstwo wywodzi się z powstałych w 1948 roku, na terenie byłych niemieckich koszar, Centralnych Warsztatów Sprzętu Sportowego. W latach 60. XX wieku funkcjonowało pod nazwą Kętrzyńska Fabryka Sprzętu Elektrotechnicznego Farel i zajmowało się produkcją m.in. suszarek do włosów i termowentylatorów. Zakłady należały do zjednoczenia Predom, a następnie do zjednoczenia Polam.
Od 27 grudnia 1995 roku przedsiębiorstwo jest oddziałem Philips Lighting Poland, dalej jednak używa marki Farel.